# VTV Cup 2008
Giải bóng chuyền nữ quốc tế VTV Cup 2008 là giải đấu lần thứ năm với sự phối hợp tổ chức của Liên đoàn bóng chuyền Việt Nam và Đài Truyền hình Việt Nam. Giải đấu được tổ chức tại nhà thi đấu đa năng thành phố Cần Thơ. Giải đấu được sự tài trợ chính của mạng điện thoại Mobifone, nên còn được gọi là giải bóng chuyền nữ quốc tế VTV Mobifone Cup 2008. Giải đấu được tổ chức đúng dịp kỷ niệm 38 năm ngày phát sóng đầu tiên của Đài THVN và cũng là một trong những hoạt động chào mừng "Năm Du lịch Quốc gia Mekong - Cần Thơ 2008".

## Các đội tham dự
- Việt Nam
- Zhetyssu
- Úc
- Thái Lan (Thực chất là trẻ Thái Lan)
- New Zealand
- CHDCND Triều Tiên

## Truyền hình
- Các trận đấu được truyền hình trực tiếp trên sóng VTV3, Đài Truyền hình Việt Nam và Đài Phát thanh và Truyền hình Thành phố Cần Thơ (THTPCT). Các buổi truyền hình trực tiếp do Ban Thể thao - Giải trí - Thông tin Kinh tế (VTV3) và Trung tâm Truyền hình Việt Nam tại Thành phố Cần Thơ (CVTV, sau này là VTV Cần Thơ) thực hiện.

## Thể thức thi đấu
6 đội thi đấu vòng tròn một lượt. 4 đội đừng đầu sẽ xác định 2 trận bán kết, các đội thắng ở trận bán kết sẽ vào tranh trận chung kết, 2 đội thua sẽ vào trận tranh giải ba.

## Giai đoạn vòng bảng

#### Bảng đấu
| Đội               | St | T | B | Vt | Vb | Ts   | Dt  | Db  | Ts   | Điểm |
| ----------------- | -- | - | - | -- | -- | ---- | --- | --- | ---- | ---- |
| Zhetyssu          | 5  | 5 | 0 | 15 | 2  | 7,50 | 409 | 317 | 1,29 | 10   |
| CHDCND Triều Tiên | 5  | 4 | 1 | 14 | 4  | 3,50 | 415 | 317 | 1,31 | 9    |
| Việt Nam          | 5  | 3 | 2 | 9  | 6  | 1,50 | 362 | 294 | 1,23 | 8    |
| Úc                | 5  | 1 | 4 | 5  | 12 | 0,42 | 330 | 395 | 0,84 | 6    |
| New Zealand       | 5  | 1 | 4 | 4  | 12 | 0,33 | 314 | 384 | 0,82 | 6    |
| Thái Lan          | 5  | 1 | 4 | 3  | 14 | 0,21 | 297 | 410 | 0,72 | 6    |

#### Kết quả
| Ngày | Thời gian |                   | Điểm |                   | Set 1 | Set 2 | Set 3 | Set 4 | Set 5 | Tổng    | Nguồn |
| ---- | --------- | ----------------- | ---- | ----------------- | ----- | ----- | ----- | ----- | ----- | ------- | ----- |
| 7/9  | 13:00     | Úc                | 0–3  | CHDCND Triều Tiên | 15–25 | 14–25 | 14–25 |       |       | 43–75   |       |
| 7/9  | 15:00     | Thái Lan          | 0–3  | Zhetyssu          | 18–25 | 11–25 | 13–25 |       |       | 42–75   |       |
| 7/9  | 17:00     | Việt Nam          | 3–0  | New Zealand       | 25–18 | 25–16 | 25–22 |       |       | 75–56   |       |
| 8/9  | 14:00     | Thái Lan          | 3–2  | Úc                | 25–21 | 19–25 | 22–25 | 26–24 | 16–14 | 108–109 |       |
| 8/9  | 16:00     | Việt Nam          | 0–3  | CHDCND Triều Tiên | 20–25 | 23–25 | 23–25 |       |       | 66–75   |       |
| 8/9  | 18:00     | Zhetyssu          | 3–0  | New Zealand       | 25–11 | 25–19 | 25–19 |       |       | 75–49   |       |
| 9/9  | 14:00     | CHDCND Triều Tiên | 3–0  | Thái Lan          | 25–16 | 25–11 | 25–21 |       |       | 75–48   |       |
| 9/9  | 16:00     | Zhetyssu          | 3–0  | Việt Nam          | 25–19 | 25–19 | 35–33 |       |       | 85–71   |       |
| 9/9  | 18:00     | New Zealand       | 0–3  | Úc                | 20–25 | 19–25 | 23–25 |       |       | 62–75   |       |
| 10/9 | 14:00     | Zhetyssu          | 3–2  | CHDCND Triều Tiên | 22–25 | 16–25 | 25–19 | 25–14 | 15–11 | 99–94   |       |
| 10/9 | 16:00     | Úc                | 0–3  | Việt Nam          | 17–25 | 16–25 | 9–25  |       |       | 42–75   |       |
| 10/9 | 18:00     | New Zealand       | 3–0  | Thái Lan          | 26–24 | 25–19 | 25–23 |       |       | 76–63   |       |
| 11/9 | 14:00     | Úc                | 0–3  | Zhetyssu          | 20–25 | 19–25 | 22–25 |       |       | 61–75   |       |
| 11/9 | 16:00     | Việt Nam          | 3–0  | Thái Lan          | 25–8  | 25–17 | 25–11 |       |       | 75–36   |       |
| 11/9 | 18:00     | CHDCND Triều Tiên | 3–1  | New Zealand       | 25–20 | 25–12 | 21–25 | 25–14 |       | 96–71   |       |

## Vòng tranh thứ hạng
|  | Bán kết             | Bán kết  |                     |   | Chung kết | Chung kết |
|  |                     |          |                     |   |           |           |
|  | 13-9-2008 – Cần Thơ |          |                     |   |           |           |
|  |                     |          |                     |   |           |           |
|  | CHDCND Triều Tiên   | 3        |                     |   |           |           |
|  | CHDCND Triều Tiên   | 3        | 14-9-2008 – Cần Thơ |   |           |           |
|  | Việt Nam            | 1        |                     |   |           |           |
|  | Việt Nam            | 1        | CHDCND Triều Tiên   | 3 |           |           |
|  | 13-9-2008 – Cần Thơ |          | CHDCND Triều Tiên   | 3 |           |           |
|  |                     | Zhetyssu | 1                   |   |           |           |
|  | Zhetyssu            | Zhetyssu | 1                   | 3 |           |           |
|  | Zhetyssu            |          |                     | 3 |           |           |
|  | Úc                  | 0        |                     |   |           |           |
|  | Úc                  | 0        | Tranh giải ba       |   |           |           |
|  |                     |          |                     |   |           |           |
|  | 14-9-2008 – Cần Thơ |          |                     |   |           |           |
|  |                     |          |                     |   |           |           |
|  | Việt Nam            | 3        |                     |   |           |           |
|  | Việt Nam            | 3        |                     |   |           |           |
|  | Úc                  | 0        |                     |   |           |           |

### Bán kết
| Ngày | Thời gian |                   | Điểm |          | Set 1 | Set 2 | Set 3 | Set 4 | Set 5 | Tổng  | Nguồn |
| ---- | --------- | ----------------- | ---- | -------- | ----- | ----- | ----- | ----- | ----- | ----- | ----- |
| 13/9 | 15:30     | CHDCND Triều Tiên | 3–1  | Việt Nam | 25–22 | 25–21 | 16–25 | 25–22 |       | 91–90 |       |
| 13/9 | 18:00     | Zhetyssu          | 3–0  | Úc       | 25–13 | 25–13 | 25–19 |       |       | 75–45 |       |

### Tranh hạng 3
| Ngày | Thời gian |          | Điểm |    | Set 1 | Set 2 | Set 3 | Set 4 | Set 5 | Tổng  | Nguồn |
| ---- | --------- | -------- | ---- | -- | ----- | ----- | ----- | ----- | ----- | ----- | ----- |
| 14/9 | 18:00     | Việt Nam | 3–0  | Úc | 25–12 | 25–15 | 25–17 |       |       | 75–44 |       |

### Chung kết
| Ngày | Thời gian |                   | Điểm |          | Set 1 | Set 2 | Set 3 | Set 4 | Set 5 | Tổng  | Nguồn |
| ---- | --------- | ----------------- | ---- | -------- | ----- | ----- | ----- | ----- | ----- | ----- | ----- |
| 14/9 | 20:00     | CHDCND Triều Tiên | 3–1  | Zhetyssu | 23–25 | 25–18 | 25–15 | 25–22 |       | 90–80 |       |

## Xếp hạng chung cuộc
| Xếp hạng | Đội bóng          |
| -------- | ----------------- |
|          | CHDCND Triều Tiên |
|          | Zhetyssu          |
|          | Việt Nam          |
| 4        | Úc                |
| 5        | New Zealand       |
| 6        | Thái Lan          |

## Các giải thưởng cá nhân
- Vận động viên xuất sắc toàn diện: Jong Jin-sim
- Vận động viên tấn công xuất sắc nhất:Kim Yong Mi
- Vận động viên chắn bóng tốt nhất:Nguyễn Thị Ngọc Hoa
- Vận động viên chuyền hai tốt nhất:Svlenger
- Vận động viên phát bóng tốt nhất:Rotyttsikova
- Vận động viên phòng thủ tốt nhất:Tạ Diệu Linh
- Vận động viên bắt bước một tốt nhất:Pattunhasat
- Hoa khôi VTV Mobiphone Cup 2008: Phạm Thị Yến(Việt Nam)